# Боље јести колаче него мушкарце
Боље јести колаче него мушкарце је позоришна представа коју је режирао Александар Волић према комаду Тамаре Јовановић.
Премијерно приказивање било је 21. октобра 2010. године у позоришту ДАДОВ.
Комад истражује теме романтике, љубави и проналажења сродне душе.
Текст комада објављен је у књизи ЕДИЦИЈА ДУХ ДАДОВА 03.

## Радња
Прича комада прати Јулијану која је окружена тројицом мушкараца а не може од једног да направи савршен колач.
Први је добар за кору, темељ односа, други за глазуру да све визуелно буде како треба, а трећи је фил који испуњава цело биће. Схвативши да не постоји савршен мушкарац, већ само савршен колач, њих четворо започињу заједнички живот.

## Улоге
| Лица | Глумци             |
| ---- | ------------------ |
|      | Тамара Белошевић   |
|      | Ђорђе Марковић     |
|      | Жељко Максимовић   |
|      | Стефан Бузуровић   |
|      | Јанко Цекић        |
|      | Михаило Лаптошевић |